# Samplitude
Samplitude – cyfrowa stacja robocza stworzona przez niemiecką firmę MAGIX, przeznaczona do nagrywania, edytowania i masteringu dźwięku. Pierwsza wersja została wydana w 1992 roku na Amigę, a trzy lata później na Microsoft Windows. Najnowsze wersje oprogramowania to Samplitude Pro X7, oraz Samplitude Pro X7 Suite.

## Funkcje
Samplitude działa podobnie jak większość programów DAW i pozwala użytkownikom na:
- nagrywanie audio na wielu ścieżkach
- nagrywanie MIDI
- dodawanie efektów
- automatyzowanie procesu miksowania dźwięku
- wykorzystanie instrumentów wirtualnych

## Historia
W 1992 roku została wydana pierwsza wersja na systemy Amiga. Rok później pojawił się Samplitude Pro II z funkcją nagrywania na dysku twardym. W 1995 Samplitude został wydany dla Microsoft Windows 3.1. W 1998 r. została wydana wersja Red Roaster oraz Studio na Windows 95/98 i NT4. Pod koniec 2002 r. został wydany Samplitude Professional 7.0. Ta wersja obsługiwała wtyczki VST. W 2005 roku została wydana wersja 8.0. W 2006 roku MAGIX zaprezentował Samplitude 9.0 z obsługą dwóch procesorów, menedżerem VSTi i bardziej ergonomiczną obsługą ścieżek. W 2011 roku została wydana wersja Pro X na systemy 64-bitowe.